# Compsa quadriguttata
Compsa quadriguttata là một loài bọ cánh cứng trong họ Cerambycidae.